# Bocas del Toro
Bocas del Toro és un arxipèlag situat a l'est de Panamà. Una de les illes que el formen és Cayo Zapatillas, una petita illa amb una platja d'aigües cristal·lines i coral meravellós.
A Bocas del Toro es poden veure moltes espècies d'animals: estels de mar, granotes diminutes... a més d'un espectacular fons marí.